# لويس ريتشاردز
لويس ريتشاردز (بالإنجليزية: Louis Richards)‏ هو عسكري أمريكي، ولد في 1835 في نيويورك في الولايات المتحدة، وتوفي في 7 يناير 1894.